# Geregistreerde Kozakken

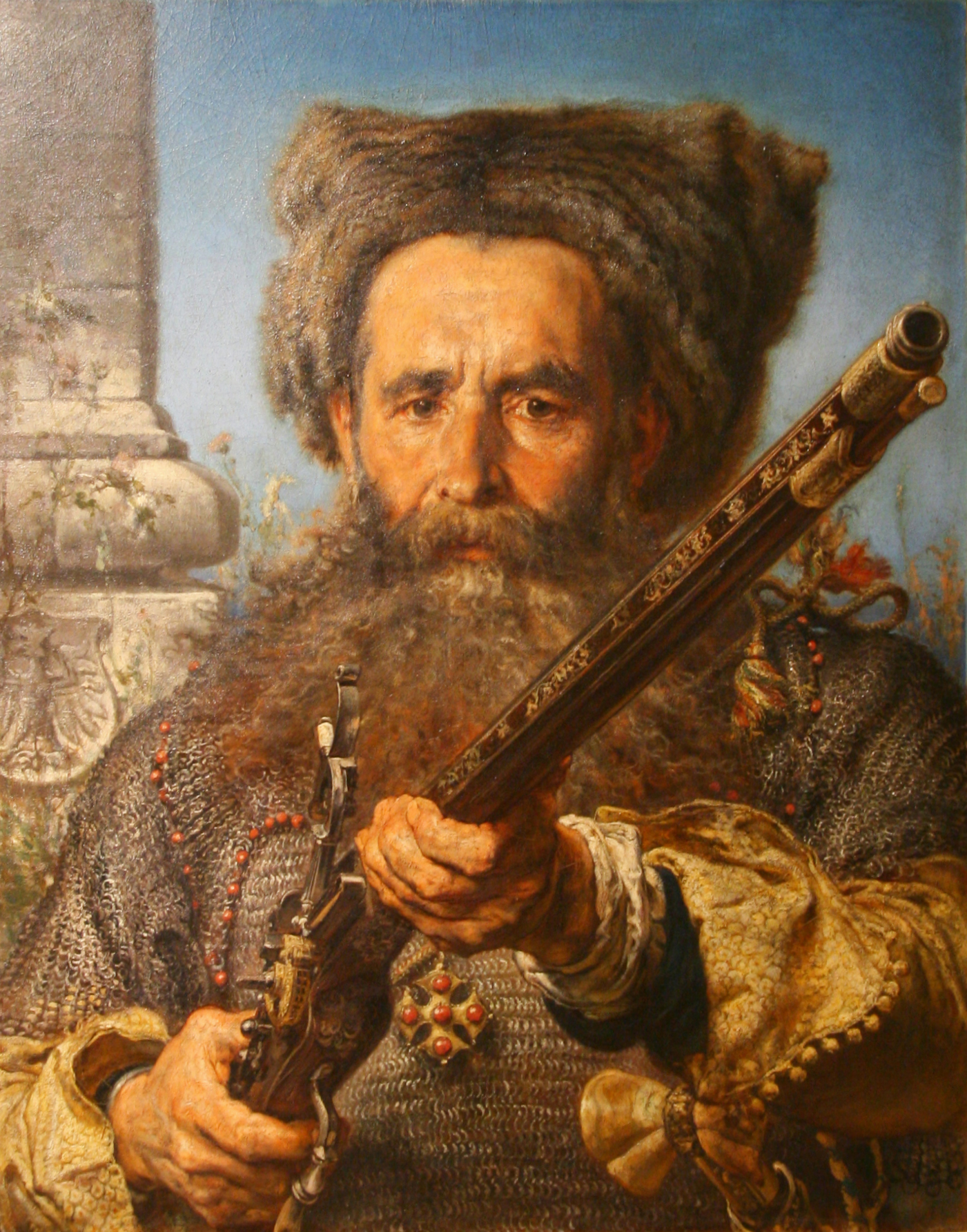
Ostap Dashkevych, ideoloog van het Geregistreerde Kozakkenleger

Geregistreerde Kozakken (Oekraïens: реєстрові козаки, geromaniseerd: reiestrovi kozaky) bestonden in de 16e en 17e eeuw uit speciale Kozakkeneenheden van het leger van het Pools-Litouwse Gemenebest.

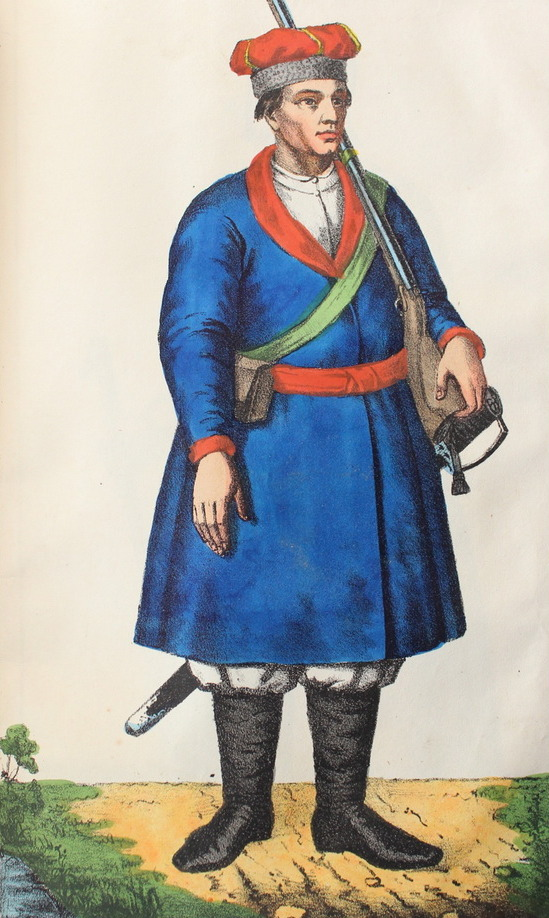
Geregistreerde Kozakkenkleding

Geregistreerde Kozakken werden in 1572 een militaire formatie van het Gemenebest-leger, kort na de Unie van Lublin (1569), toen het grootste deel van het grondgebied van het moderne Oekraïne overging naar de Kroon van Polen. Geregistreerde Kozakkenformaties waren gebaseerd op de Zaporozje-Kozakken die al in de benedenloop van de rivier de Dnjepr leefden te midden van de Pontische steppe, evenals op zelfverdedigingsformaties in nederzettingen in de regio van het moderne Midden- en Zuid-Oekraïne.